# Marina Bravo Sobrino
Marina Bravo Sobrino (Saragossa, 1978) és una enginyera i política catalana, diputada al Parlament de Catalunya en l'onzena, dotzena legislatura i tretzena legislatura. El juliol de 2019 va ser nomenada membre del comitè executiu del partit Ciutadans, i en març de 2020, secretària general de la formació.

## Biografia
Es llicencià en enginyera de camins, Canals i Ports a la Universitat Politècnica de Catalunya i màster en Projecte, Construcció i Manteniment d'Infraestructures Ferroviàries. Posteriorment es llicencià en antropologia social i antropologia cultural per la UNED.
Inicialment va treballar en empreses privades del sector de la construcció, i posteriorment ingressà a ADIF, empresa en la qual ha format part de l'estructura directiva en 2012. Alhora milita a Ciutadans, partit amb el qual ha estat escollida diputada en les eleccions al Parlament de Catalunya de 2015 i a les de 2017. Des de 2018 és portaveu adjunta de Ciutadans al Parlament. El juny de 2023 va substituir Nacho Martín Blanco com a Diputada al Parlament de Catalunya durant la 13a legislatura.